# Martin Glváč

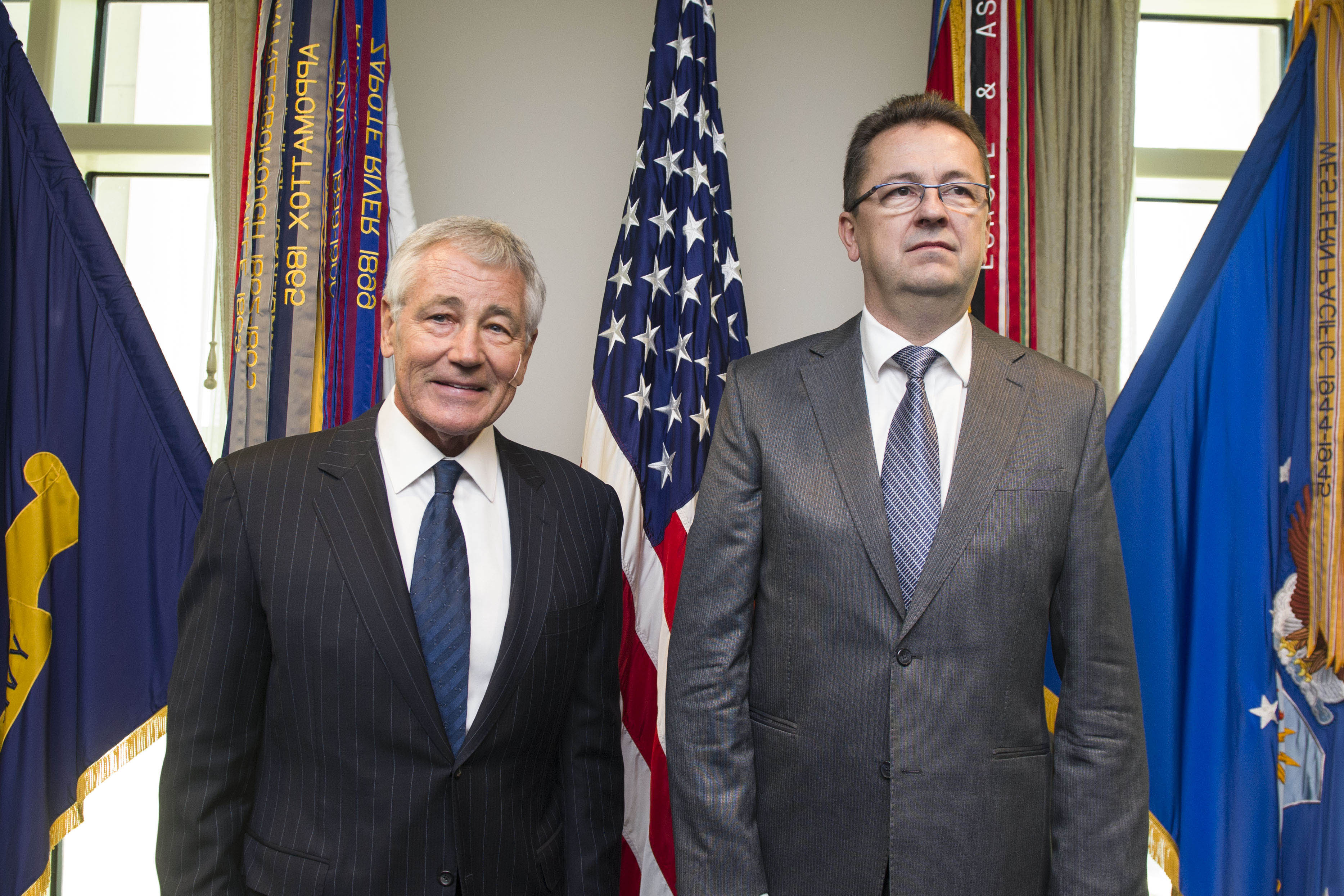
Verteidigungsminister Chuck Hagel und Martin Glváč (rechts), 2015

Martin Glváč (* 20. November 1967 in Bratislava) ist ein slowakischer Politiker.

## Leben
Glváč studierte an der Juristischen Fakultät der Comenius-Universität Bratislava, er arbeitete erst als Rechtsanwalt, dann in verschiedenen Positionen in Privatfirmen in der Slowakei. Bei den Nationalratswahlen 2006, 2010, 2012 und 2016 kam er als Abgeordneter in den Nationalrat der Slowakischen Republik. In Zeiten der ersten Fico-Regierung war er Staatssekretär am Ministerium für Bauen und regionale Entwicklung. Der zweiten Fico-Regierung, die von April 2012 bis März 2016 amtierte, gehörte er als Verteidigungsminister an.
Zuletzt war Glváč Vizeparlamentspräsident. Da ihm im Zuge der Untersuchungen zum Mordfall Ján Kuciak enge Kontakte zum mutmaßlichen Auftraggeber vorgeworfen wurden, kam er einer Amtsenthebung zuvor und trat am 7. November 2019 von dieser Funktion zurück. Glváč bestreitet allerdings die Vorwürfe und spricht von einer politischen Intrige gegen ihn.

## Bücher
- Ekológia (Ekologie) (1997)
- Kríza biosféry a rozumu (Krise der Biosphäre und des Verstands) (2001)
- Rodina bez tlmočníka (Familie ohne Dolmetscher) (2001)